# Marcel Machill
Marcel Machill (* 22. Juli 1968 in Dortmund) ist ein deutscher Medienwissenschaftler, Publizist und Hochschullehrer. Er war der Spitzenkandidat des BSW Sachsen zur Bundestagswahl 2025.

## Leben und Karriere
Machill ist Professor für Journalistik mit dem Schwerpunkt Internationale Mediensysteme an der Universität Leipzig und Inhaber des Lehrstuhls Journalistik II. Bei seiner Berufung zum Professor im Jahr 2002 war er der jüngste Lehrstuhlinhaber für Journalistik in Deutschland.
Als Stipendiat der Studienstiftung des deutschen Volkes studierte Machill in Paris und Dortmund Journalistik und Psychologie und von 1997 bis 1999 an der Harvard University in Cambridge. 1993 erhielt er das Diplôme an der französischen Journalistenschule Centre de Formation des Journalistes (CFJ) und 1994 das Diplom an der Universität Dortmund.  Machill promovierte 1997 zum Dr. phil. am Lehrstuhl für Medienpolitik und Medienökonomie.
Als Journalist arbeitete er für zahlreiche Zeitungen und Fernsehsender, unter anderem als Reporter und Anchorman. In den Jahren 1991 und 1992 absolvierte Machill ein Volontariat und Ausbildung zum Rundfunkredakteur bei der Deutschen Welle in Köln und Berlin und arbeitete bei Radio France Internationale in Paris, wo er 1993 ein Europa-Journal moderierte. Anschließend war er freier Redakteur beim Fernsehsender Euronews in Lyon und moderierte Nachrichten und Magazinsendungen sowie politische Reportagen. Weitere Stationen waren WDR, ORB, Radio France und das ARD-Studio in Washington als freier Mitarbeiter. Für Die Zeit, Frankfurter Rundschau und taz schrieb er insgesamt sechs Artikel.
Vor seiner Berufung als Professor 2002 leitete Machill die Abteilung Medienpolitik der Bertelsmann-Stiftung. In den Jahren 2004 bis 2006 vertrat er den Lehrstuhl „Internationaler Journalismus“ an der Universität Dortmund. Forschungs- und Lehrschwerpunkte liegen im Cross-Media-Bereich im Bereich der elektronischen Medien, ebenso arbeitete er international als Sachverständiger und Gutachter, so zum Beispiel für die Europäische Kommission. Machill ist Mitglied in der Auswahljury für das McCloy-Stipendium an der Harvard Kennedy School in Cambridge, USA. Außerdem gehört er dem nationalen Auswahlausschuss der Fulbright-Kommission an.

## Politik
Im Juni 2024 trat Machill dem Bündnis Sahra Wagenknecht (BSW) bei. Er gilt dort als „Chefberater“ und nahm für die Partei an den Sondierungsgesprächen mit CDU und SPD zur Regierungsbildung nach der Landtagswahl in Sachsen 2024 teil. Nach Angaben von Teilnehmern der Sondierungsgespräche war Machill derjenige, der entschied die Verhandlungen abzubrechen. Bei der Bundestagswahl 2025 war Machill Spitzenkandidat des BSW in Sachsen.

## Sonstiges
Machill ist ehrenamtlich als Kreisvorsitzender im Handballkreis Gütersloh tätig. Als Handballschiedsrichter pfeift er Herren-Spiele bis einschließlich Oberliga, Damen und Jugend bis einschließlich Regionalliga. Er gehörte, bis 2019, als Vizepräsident Recht dem Präsidium des Handballverbandes Westfalen an.

## Schriften
- 1997: Frankreich Quotenreich. Nationale Medienpolitik und Europäische Kommunikationspolitik im Kontext nationaler Identität
- 1997: Journalistische Kultur. Rahmenbedingungen im internationalen Vergleich
- 1999: Transatlantik. Transfer von Politik, Wirtschaft und Kultur. Mit Beiträgen von Helmut Schmidt u. a.
- 2001: Internet-Verantwortung an Schulen
- 2001: Internet-Hotlines
- 2002: Transparenz im Netz
- 2003: Wegweiser im Netz
- 2005: Suchmaschinen: neue Herausforderungen für die Medienpolitik
- 2005: 12 goldene Suchmaschinen-Regeln
- 2006: Online-Auftritte der Tageszeitungen
- 2006: Anzeigenblätter und Gratiszeitungen
- 2007: Die Macht der Suchmaschinen
- 2007: Media Industry, Journalism Culture and Communication Policies in Europe
- mit Martin Zenker: Youtube, Clipfish und das Ende des Fernsehens? Friedrich-Ebert-Stiftung, Berlin 2007, ISBN 978-3-89892-809-0.
- mit Markus Beiler: Wer beeinflusst die Auswahl der TV-Programme? Friedrich-Ebert-Stiftung, Berlin 2008, ISBN 978-3-89892-859-5.
- Journalistische Recherche im Internet. Vistas, Berlin 2008, ISBN 978-3-89158-480-4.
- Medienfreiheit nach der Wende. UVK, Konstanz 2010, ISBN 978-3-86764-267-5.